# پورشیا (همسر بروتوس)
پورشیا ((به لاتین: Porcia); ح. 73 پیش از میلاد – ژوئن ۴۳ پیش از میلاد (سن ۲۹–۳۰)) یک زن اهل جمهوری روم بود که در قرن اول قبل از میلاد زندگی می‌کرد. او دختر کاتوی کوچک و همسر اولش آتلیا (همسر کاتوی کوچک) بود. بیشتر شهرتش به‌سبب اینست که همسر دوم مارکوس یونیوس بروتوس، معروف‌ترین قاتل ژولیوس سزار بود. او عمدتاً در نامه‌های سیسرون ظاهر می‌شود.